# Josy Gyr

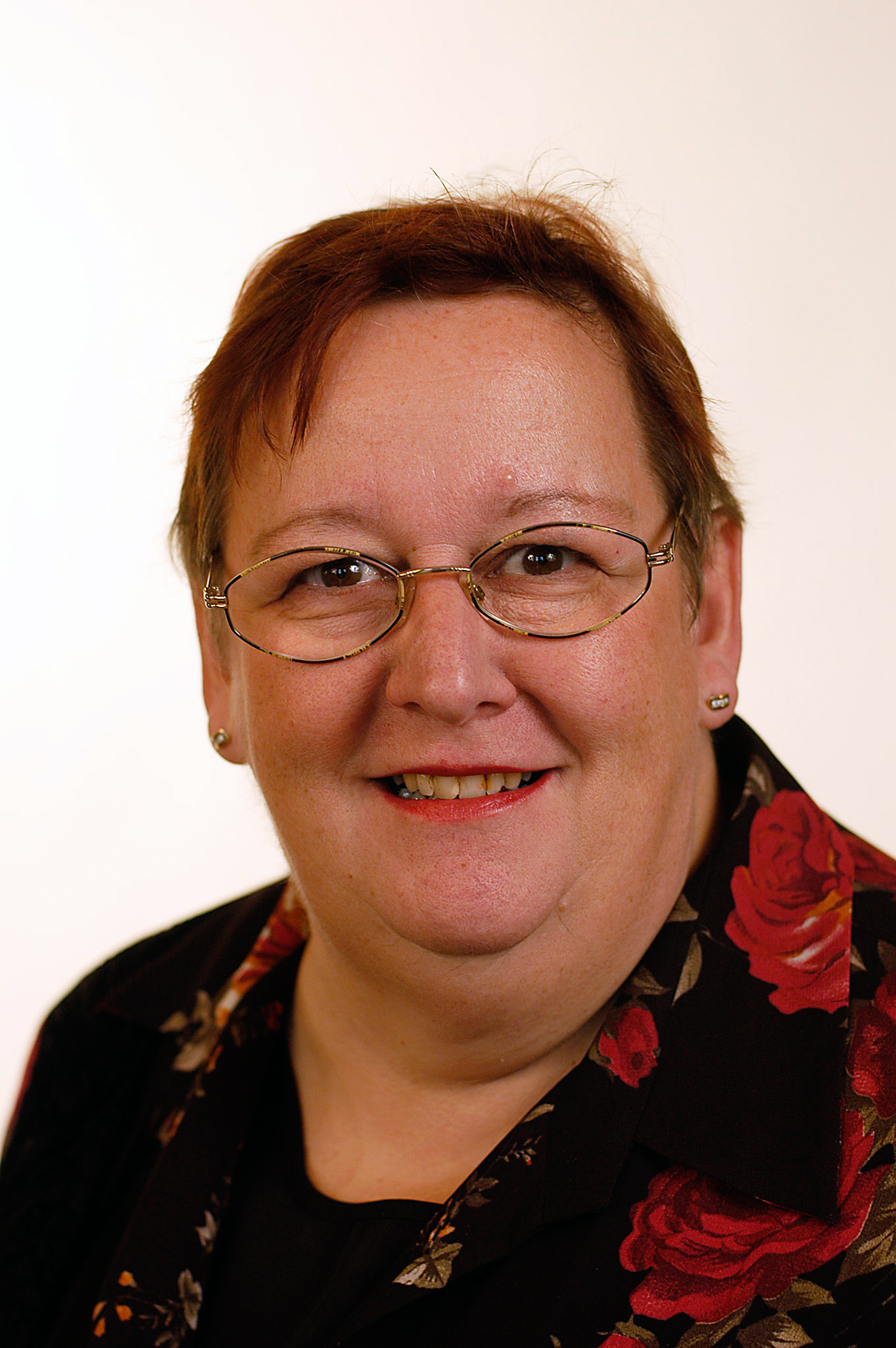
Josy Gyr (2003).

Josephine Hannelore «Josy» Gyr-Steiner (* 10. Oktober 1949 in Wädenswil; † 18. April 2007 in Einsiedeln; heimatberechtigt in Einsiedeln) war eine Schweizer Politikerin (SP).
Josy Gyr war ab 1990 im Bezirksrat (Gemeinderat) von Einsiedeln, wo sie das Ressort Fürsorge betreute. Bei den Wahlen 2003 wurde sie in den Nationalrat gewählt. Dort gehörte sie der Geschäftsprüfungskommission und der Kommission für öffentliche Bauten an. Ihre politischen Schwerpunkte waren die Sozial- und Gesundheitspolitik.
Gyr starb wenige Tage, nachdem sie aus gesundheitlichen Gründen aus dem Nationalrat zurückgetreten war. Sie litt an Bauchspeicheldrüsenkrebs.
Sie war verheiratet und hatte einen Sohn.